# Velešín město
Velešín město – przystanek kolejowy w miejscowości Velešín, w kraju południowoczeskim, w Czechach. Znajduje się na wysokości 540 m n.p.m..  
Na przystanku nie ma możliwości zakupu biletów, a obsługa podróżnych odbywa się w pociągu.

## Linie kolejowe
- 196 České Budějovice - Summerau